# Diána Igaly
Diána Igaly (Budapest, 31 gennaio 1965 – Budapest, 8 aprile 2021) è stata una tiratrice a volo ungherese.

## Biografia
Vinse due medaglie olimpiche: un bronzo nel 2000 e un oro nel 2004.
È morta nella primavera del 2021 per complicazioni da Covid-19. 

## Palmarès
Olimpiadi
- 2 medaglie:
  - 1 oro (Atene 2004 nello skeet)
  - 1 bronzo (Sydney 2000 nello skeet)